# Paral·lel 75° sud
El paral·lel 75° sud és una línia de latitud que es troba a 75 graus sud de la línia equatorial terrestre. Travessa l'oceà Antàrtic i l'Antàrtida.

## Geografia
En el sistema geodèsic WGS84, al nivell de 75° de latitud sud, un grau de longitud equival a 28,902 km; la longitud total del paral·lel és de 10.405 km, que és aproximadament 26,0% de la de l'equador, del que es troba a 8.327 km i a 1.675 km del pol Sud

## Arreu del món
A partir del Meridià de Greenwich i cap a l'est, el paral·lel 75° sud passa per: 
| Coordenades                               | País. Territori o mar | Notes |
| ----------------------------------------- | --------------------- | --- |
| 75° 0′ S, 0° 0′ E / 75.000°S,0.000°E      | Antàrtida             | Terra de la Reina Maud, reclamat per Noruega · Territori Antàrtic Australià, reclamat per Austràlia · Terra Adèlia, reclamat per França · Territori Antàrtic Australià, reclamat per Austràlia · Dependència de Ross, reclamat per Nova Zelanda |
| 75° 0′ S, 163° 39′ E / 75.000°S,163.650°E | Oceà Antàrtic         | Mar de Ross |
| 75° 0′ S, 137° 0′ O / 75.000°S,137.000°O  | Antàrtida             | Territori no reclamat · Antàrtida Xilena, reclamat per Xile · Territori reclamat per Xile i Regne Unit (reclamacions sobreposades) · Territori reclamat per Argentina, Xile i Regne Unit (reclamacions sobreposades)                            |
| 75° 0′ S, 61° 32′ O / 75.000°S,61.533°O   | Oceà Antàrtic         | Mar de Weddell |
| 75° 0′ S, 24° 12′ O / 75.000°S,24.200°O   | Antàrtida             | Territori Antàrtic Britànic, reclamat per Regne Unit · Terra de la Reina Maud, reclamat per Noruega |